# Thuidium tripolitovae
Thuidium tripolitovae là một loài rêu trong họ Thuidiaceae. Loài này được Podp. mô tả khoa học đầu tiên năm 1929.
Danh pháp khoa học của loài này chưa được làm sáng tỏ. 